# Carola Hornig
Carola Hornig   (Stendal, 30 d'abril de 1962), de soltera Miseler, és una ex-remadora alemanya que va competir sota bandera de la República Democràtica Alemanya durant la dècada de 1980.
El 1988 va prendre part en els Jocs Olímpics de Seül, on guanyà la medalla d'or en la competició del quatre amb timoner del programa de rem. Formà equip amb Gerlinde Doberschütz, Sylvia Rose, Birte Siech i Martina Walther. En el seu palmarès també destaquen tres medalles de plata al Campionat del món de rem.